# Los Cocos
Los Cocos est une localité de la paroisse civile d'El Yagual dans la municipalité d'Achaguas dans l'État d'Apure au Venezuela sur le río Flosano.